# 中矢由紀
中矢 由紀（なかや ゆき、9月28日 - ）は、日本の女性声優、ナレーター。ワイワイワイ所属。滋賀県出身。

## 出演作品
※太字は、主役・メインキャラクター

### テレビ番組
- オー!マイキー（テレビ東京） - ローラ 他
- 情報ライブ ミヤネ屋（読売テレビ） - ナレーション
- よ〜いドン!サタデー（関西テレビ） - 後半のナレーション

### ゲーム
- ザ・ランブルフィッシュ（ディンプス） - ガーネット
- 風雨来記（フォグ） - 時坂樹

### CM
- 志摩スペイン村
- 塩野義製薬
  - 新セデス錠 OL篇
  - セデス・ハイ ミラー篇
- NEXCO西日本
  - 冬用タイヤ着用喚起

### アナウンス
- 神戸新交通ポートアイランド線 車内自動放送（2014年 - ）
- 広島高速交通広島新交通1号線 本通方面行き駅自動放送
- 関電トンネル電気バス 駅自動放送
- 京浜急行電鉄 タブレット式車内自動放送（2023年11月 - ）
- 北総鉄道 タブレット式車内自動放送（2024年2月16日 - ）[1]